# Église Saint-Michel des Plans
Pour les articles homonymes, voir église Saint-Michel.
L'église Saint-Michel des Plans est une église romane située dans l'ancien village des Plans, sur la commune d'Ayguatébia-Talau, dans le département français des Pyrénées-Orientales.